# Rue Suger
Rue Suger är en gata i Quartier de la Monnaie i Paris 6:e arrondissement. Gatan är uppkallad efter den franske abboten och statsmannen Suger (1082–1152). Rue Suger börjar vid Place Saint-André des Arts 15 och slutar vid Rue de l'Éperon 3.

## Bilder
| - Gatuskylt. - Abbot Suger. - Saint-Sulpice. |

## Omgivningar
- Saint-Sulpice
- Saint-Germain-des-Prés
- Jardin médiéval du musée de Cluny
- Square Paul-Painlevé
- Faculté de médecine de Paris

## Kommunikationer
- Tunnelbana – linjerna   – Odéon
- Busshållplats Seine – Buci – Paris bussnät, linjerna 63 86

### Webbkällor
- ”Rue Suger”. Mairie de Paris. https://web.archive.org/web/20190905053944/http://www.v2asp.paris.fr/commun/v2asp/v2/nomenclature_voies/Voieactu/8731.nom.htm. Läst 9 februari 2022.
- ”Rue Suger”. Les rues de Paris. https://web.archive.org/web/20191227224931/http://www.parisrues.com/rues06/paris-06-rue-suger.html. Läst 9 februari 2022.